# 伊洛瓦底沙鳅
伊洛瓦底沙鳅（学名：Botia histrionica）为輻鰭魚綱鯉形目沙鳅科沙鳅属的鱼类，為熱帶淡水魚，分布於亞洲印度、緬甸伊洛瓦底江及中国薩爾溫江水系等流域，棲息在水質清澈的山區溪流底層水域，可作為觀賞魚。

## 扩展阅读
維基物種上的相關：伊洛瓦底沙鳅